# Acanthodelta ezea
Acanthodelta ezea är en fjärilsart som beskrevs av Pieter Cramer 1779. Acanthodelta ezea ingår i släktet Acanthodelta och familjen nattflyn. Inga underarter finns listade i Catalogue of Life.